# Wikipédia en pidgin nigérian
Wikipédia en pidgin nigérian (en pidgin nigérian : Naijá Wikipedia) est l’édition de Wikipédia en pidgin nigérian, créole à base lexicale anglaise parlée au Nigeria. L'édition est lancée en 17 août 2022,,,. Son code est : pcm.
Au 20 mars 2025, l'édition en pidgin nigérian contient 1 340 articles et compte 2 424 contributeurs, dont 40 contributeurs actifs et 3 administrateurs.

## Statistiques
- Le 18 octobre 2024, l'édition en pidgin nigérian contient 1 244 articles et compte 2 016 contributeurs, dont 19 contributeurs actifs et 4 administrateurs.